# Erna Blencke
Erna Blencke, née le 25 juillet 1896 à Magdebourg et morte le 21 juin 1991 à Bad Sodenet am Taunus est une pédagogue et femme politique allemande. Avant la Seconde Guerre mondiale, elle est membre de l'Internationaler Sozialistischer Kampfbund au sein duquel elle s'engage dans la résistance contre le nazisme. Elle s'exile en France en 1938 où elle est rapidement internée au camp de Gurs. Elle réussit à s'évader et à partir pour les États-Unis. Après la Guerre, elle retourne en Allemagne où elle occupe diverses responsabilités dans le secteur de l'éducation des adultes et du Parti social-démocrate.

## Biographie
Erna Blencke est née le 15 juillet 1896 à Magdebourg. En 1917, elle obtient son diplôme d'enseignement pour les écoles élémentaires puis étudie les mathématiques, la physique, la philosophie et la pédagogie à l'Université Georg-August de Göttingen à partir de 1919,. Elle y est l'élève de Leonard Nelson et, en 1923, elle passe l'examen d'État pour enseigner dans les écoles secondaires.  
Elle enseigne dans une école élémentaire de Magdebourg-Neustadt où elle côtoie la pauvreté des familles ouvrières. 
Elle est membre active de la Jeunesse ouvrière socialiste (Sozialistischen Arbeiterjugend) et des Jeunes socialistes (Jungsozialisten). 
De l'automne 1923 à mai 1933, Erna Blencke enseigne à Francfort-sur-le-Main et à Hanovre, dans une école collective d'éducation réformée,. Elle enseigne également au Walkemühle (de), le centre de formation de l'ISK prenant en charge l’éducation de pupilles recueillies par des membres ou à des enfants légitimes de membres de l’association. Elle est impliquée dans l'Association des enseignants allemands (de), l'Association des libres penseurs et devient membre de l'Internationaler Sozialistischer Kampfbund (Ligue internationale de combat socialiste, ISK) fondée par son ancien professeur Leonard Nelson et Minna Specht.

## Résistance et émigration
En 1933, avec l'arrivée au pouvoir des nazis et l'adoption de la loi de rétablissement de la fonction publique professionnelle, Erna Blencke est renvoyée de l'enseignement en raison de son engagement politique. Elle gère un commerce du pain, ce qui lui permet aussi de camoufler ses activités de résistance avec l'ISK,,. Erna Blencke met sur pied des groupes ISK dans la région de Hanovre, et en 1937 devient la cheffe de la résistance ISK pour tout le pays,.
En 1938, plusieurs membres de l'ISK sont victimes d'une vague d'arrestations, ce qui pousse Erna Blencke à fuir vers la France via la Suisse.
Le siège de la ligne étrangère ISK se trouve à Paris. Sous le pseudonyme de Rosa Fricke, elle écrit pour le Sozialistische Warte et est membre de l'Association des enseignants émigrés allemands.
Après le déclenchement de la Seconde Guerre mondiale, Erna Blencke est internée en France en 1939. Elle parvient à s'évader du camp de Gurs début juillet 1940 et arrive aux États-Unis en avril 1941 avec l'aide de comités d'aide internationaux via le Portugal et Porto Rico,. Elle y reste politiquement active et travaille dans de plusieurs organisations syndicales et de défense des droits humains, comme l'American Labour Education Service (ALES), l'International Ladies' Garment Workers' Union, la Ligue internationale des droits de l'homme, le Parti socialiste d'Amérique, le Civil Rights Union et l'Association nationale pour l'avancement des personnes de couleur (NAACP).

## Retour en Allemagne
En mars 1951, Erna Blencke retourne en Allemagne, à la demande de la Fédération allemande des syndicats de Hanovre, qui lui confie la direction du Centre d'éducation des adultes de Springe am Deister. Les personnes qui l'ont connue la décrivent comme une personnalité impressionnante dotée d'une grande intégrité morale et d'une grande crédibilité. Erna Blencke est une des «s ocialistes éthiques » autour notamment de Leonard Nelson et Willi Eichler. Lorsqu'elle quitte Springe, elle offre à l'école l'œuvre principale de Leonard Nelson avec une dédicace de sa part : « En vérité, l'éducateur ne peut pas avoir une assez haute opinion du destin des personnes qu'il est censé éduquer ».
Elle occupe ce poste jusqu'en 1954, puis déménage à Francfort-sur-le-Main, où elle continue à travailler dans le secteur de l'éducation des adultes. Erna Blencke dirige les Sokratische Gespräche, une méthode d'enseignement philosophique, et s'occupe de constituer les archives de Leonard Nelson, de l'ISK et de Minna Specht.  La plupart de ces archives font maintenant partie des Archives de la social-démocratie.
Dans les années 1960 et 1970, Erna Blencke siège au conseil d'administration du SPD à Francfort-sur-le-Main et, de 1978 à 1982, elle est présidente de la Philosophisch-Politische Akademie.
Erna Blencke décède le 21 juin 1991 à Bad Soden am Taunus.

## Distinctions
Des rues à Göttingen  et à Hanovre portent le nom de Erna-Blencke-Weg.

## Œuvres
- (de) Zur Geschichte der Neuen Fries’schen Schule und der Jakob Friedrich Fries-Gesellschaft, dans Archiv für Geschichte der Philosophie, vol. 60 (2), 1978, p. 199-208
- (de) Hakenkreuz am Galgen, dans M. Köttenheinrich, U. Neveling, U. Paetzold, H. Schmidt (éd.): Rundfunkpolitische Kontroversen. Zum 80. Geburtstag von Fritz Eberhard, Francfort, Cologne, Europäische Verlagsanstalt, 1976  (ISBN 9783434003212)
- Le catalogue de la Bibliothèque nationale allemande répertorie 34 publications d'Erna Blencke, presque exclusivement des publications de la Socialist Watch des années 1938 à 1940.